# Kváskovice
Kváskovice (en allemand : Kwaskowitz) est une commune du district de Strakonice, dans la région de Bohême-du-Sud, en République tchèque. Sa population s'élevait à 113 habitants en 2020.

## Géographie
Kváskovice se trouve à 11 km au sud-est de Strakonice, à 43 km au nord-ouest de České Budějovice et à 104 km au sud-sud-ouest de Prague.
La commune est limitée par Paračov au nord, par Radějovice à l'est, par Bílsko au sud et par Skály à l'ouest.

## Histoire
La première mention écrite du village date de 1334.